# Frīdrihs Lengniks
Frīdrihs Lengniks (ur. 24 stycznia 1873 w miejscowości Grobiņa, zm. 29 listopada 1936 w Moskwie) – radziecki polityk i działacz partyjny.

## Życiorys
Od 1893 działał w ruchu socjaldemokratycznym, 1896 ukończył Petersburski Instytut Technologiczny, 1896 aresztowany i 1898 skazany na zesłanie do guberni jenisejskiej. Od 1898 członek SDPRR, 1901 wrócił z zesłania, od 23 sierpnia 1903 do 2 lipca 1904 członek KC SDPRR, od sierpnia 1903 do 14 marca 1904 członek Rady Partii SDPRR. 2 lipca 1904 aresztowany, 1905 zwolniony na mocy amnestii, po bolszewickim zamachu stanu był członkiem Ludowego Komisariatu Oświaty RFSRR, członkiem Kolegium Najwyższej Rady Gospodarki Narodowej RFSRR i Kolegium Ludowego Komisariatu Handlu Zagranicznego RFSRR. Od 25 kwietnia 1923 do 26 czerwca 1930 członek Centralnej Komisji Kontrolnej RKP(b)/WKP(b), 1923 członek Kolegium Ludowego Komisariatu Inspekcji Robotniczo-Chłopskiej ZSRR, od 1 stycznia 1926 do 26 czerwca 1930 członek Prezydium Centralnej Komisji Kontrolnej WKP(b), od grudnia 1927 do czerwca 1930 członek Partyjnego Kolegium tej komisji. 1928-1929 przewodniczący Komitetu Standaryzacji, 1932 dyrektor Instytutu Techniki i Polityki Technicznej, później wykładowca Instytutu Industrialnego im. S. Ordżonikidze.